# Гучек, Лука
Лу́ка Гу́чек (словен. Luka Guček; род. 29 января 1999, Брежице) — словенский футболист, защитник клуба «Ворскла».

## Биография
В конце января 2023 стал игроком одесского «Черноморца». В составе одесской команды дебютировал 2 февраля 2023 в товарищеском матче против карагандинского «Шахтёр», заменив Виталия Ермакова. В чемпионате Украины дебютировал 4 марта 2023 в игре 16-го тура против «Вереса» (1:3).